# Governo sombra (conspiração)
O termo governo sombra (também criptocracia), além de seu significado de partido político, também pode se referir ao que é às vezes chamado de "governo secreto" ou "governo invisível", uma ideia baseada na noção de que o poder político real e atual não reside com os representantes públicos eleitos (por exemplo, o Congresso dos Estados Unidos ou o Gabinete do Reino Unido), mas com pessoas físicas que exercem o poder por trás dos bastidores fora do controle das instituições democráticas. De acordo com esta crença, o governo eleito é, na realidade, subserviente ao governo sombra, que é o verdadeiro poder executivo.
A literatura de conspiração postula a existência de um governo secreto, que são o verdadeiro poder por trás do aparente governo. Exemplos de tal literatura incluem obras de Dan Smoot, William Guy Carr, Jim Marrs, Carroll Quigley, Gary Allen, Des Griffin, David Icke, Michael A. Hoffman II e John Coleman. Alguns destes autores acreditam os membros do governo secreto podem representar ou ser agentes de grupos como o Council on Foreign Relations, o Royal Institute of International Affairs, a Comissão Trilateral, o Clube de Bilderberg, CIA e MI6, em cooperação com os bancos internacionais e instituições financeiras como o Banco Mundial e o Banco de Compensações Internacionais. A teoria também foi popularizada com o sucesso do programa televisivo dos EUA, The X-Files.
Em seu romance Coningsby, Benjamin Disraeli afirmava que "o mundo é governado por personagens muito diferentes do que é imaginado por aqueles que não estão nos bastidores". Uma das definições de um governo sombra é um "governo secreto dentro do governo". Este governo secreto é o governo "real" que controla a agenda do governo legítimo e visível. A rede de pessoas que constituem este governo secreto estão ligadas por uma agenda comum que só é conhecida entre si e/ou às pessoas que eles representam. A agenda pode ser de uma sociedade secreta que se infiltrou no governo (exemplos incluem os Maçons, Skull and Bones ou Illuminatis). Neste caso, a agenda da rede é conhecida apenas por esses membros que estão vinculados por um juramento de segredo.
O governo sombra é também considerado pelos autores populares  de estar por trás de projetos de orçamento negro e operações encobertas.